# Sidi Bouhria
Sidi Bouhria (en àrab سيدي بوهرية, Sīdī Būhriyya; en amazic ⵙⵉⴷⵉ ⴱⵓⵀⵔⵢⴰ) és una comuna rural de la província de Berkane, a la regió de L'Oriental, al Marroc. Segons el cens de 2014 tenia una població total de 4.525 persones.